# Trachea nivalis
Trachea nivalis är en fjärilsart som beskrevs av Butler 1881. Trachea nivalis ingår i släktet Trachea och familjen nattflyn. Inga underarter finns listade i Catalogue of Life.